# Brad Bradley
Brad Bradley (17 de noviembre de 1980) es un luchador profesional estadounidense que trabaja en Total Nonstop Action Wrestling. También es conocido por haber trabajado en la WWE luchando en SmackDown como Ryan Braddock.

## Carrera

### Comienzos
Bradley comenzó su carrera en la Steel Domain Wrestling school en Chicago, donde él entrenó junto a tales luchadores como CM Punk y Colt Cabana. Bradley sufrió varios reveses en su carrera que haría que él se durmiera durante sus combates. as he suffered from an overactive thyroid. Él trabajó para varias promociones independientes del Mid-West, más notablemente en la IWA Mid-South, antes de firmar un contrato con la World Wrestling Entertainment.

### World Wrestling Entertainment (2005-2008)

#### Deep South Wrestling
Bradley firmó un contrato con la World Wrestling Entertainment (WWE) en diciembre de 2005. Ocasionalmente, también hacía apariciones en Heat. Cuando la WWE terminó sus relaciones con La DSW fue enviado a la Ohio Valley Wrestling para continuar su desarrollo.

#### Ohio Valley Wrestling
El 16 de mayo debutó en la Ohio Valley Wrestling bajo el nombre de "Jay Bradley", defeating former OVW Heavyweight Champion, Chet the Jett. El 1 de junio derrotó a Paul Burchill y a Idol Stevens una triple amenaza via two Lariats ganando el OVW Heavyweight Championship en el primer evento Summer Sizzler Series en un Six Flags Kentucky Kingdom en Louisville, Kentucky convirtiéndose en la primera persona que ganaba los campeonatos Heavyweight de la OVW y la DSW. On el 15 de junio de 2007, en Ohio Valley Wrestling's third Super Summer Sizzler Series event of the year at Six Flags Kentucky Kingdom in Louisville, Kentucky, derrotó Idol Stevens reteniendo el OVW Heavyweight Championship.
Perdió el título ante Paul Burchil el 28 de julio, pelea transmitida el 30 de junio. Peleó en los house shows de Raw del 11 de agosto y el 12 de septiembre, siendo derrotado por Jim Duggan. Peleó en un dark match contra D'Lo Brown antes del SmackDown durante agosto de 2007. El 19 de diciembre, en OVW, ganó el "Love Thy Neighbor" four corners tag team match, ganándose una futura pelea por el título.
Más tarde, Brad inició una enemistad con Matt Sydal and had defeated him in a tag team match where he and Mike Kruel defeated Sydal and Charles Evans. Desafortunadamente, antes de que Bradley tuviera una oportunidad por el título, la OVW terminó sus relaciones con la World Wrestling Entertainment as a development territory.

#### SmackDown!
Braddock hizo su primera aparición en la WWE enfrentando al Big Show, quien lo derrotó con un golpe de Knock Out. Participó en un House Show en Berlín, Alemania, enfrentando a The Great Khali, en una batalla de más de 10 minutos. Fue a un episodio de ECW donde fue derrotado por Ricky Ortiz. En un show de SmackDown! participa en un battle royal en la que el ganador se clasificaría al WWE Championship Scramble, pero acabó perdiendo la lucha cuando el Big Show entró ilegalmente y eliminó a todos, sin embargo, The Brian Kendrick ganó la batalla porque Ezekiel Jackson lo sujetó antes de que cayera, clasificándose al Scramble Match por el Campeonato de la WWE. Pelea contra Festus quien iba acompañado de Jesse. La victoria fue de Braddock por DQ luego de que Festus lo golpeara con un cubo de basura.
Estuvo un tiempo luchando en la Florida Championship Wrestling hasta que Brad fue despedido de la WWE en marzo.

### Circuito independiente (2009-2012)
Tras su salida de la WWE, Bradley empezó a trabajar en All American Wrestling. En marzo de 2009, se enfrentó a Tyler Black, Chandler McClure y Egotistico Fantástico para ganar el AAW Heavyweight Championship. Retuvo el título durante cinco meses, y lo perdió frente a Jimmy Jacobs en septiembre. También trabajó en Full Impact Pro, perdiendo en su debut frente a T.J. Perkins en junio de 2009.
A partir de 2011, empezó a luchar para Resistance Pro Wrestling. En su combate de debut derrotó a Icarus.
En noviembre de 2012, hizo su debut en Extreme Rising derrotando a Christian York.

### Total Nonstop Action Wrestling (2013-2014)
En el episodio del 10 de enero de 2013 de Impact Wrestling, Bradley participó en TNA Gut Check, enfrentándose a Brian Cage, saliendo victorioso. La semana siguiente, consiguió un contrato con TNA. El 16 de mayo, derrotó a Christian York para avanzar a las finales de un torneo donde el ganador conseguiría un puesto en las Bound for Glory Series. En Slammiversary XI derrotó a Sam Shaw clasificándose para las BFG Series, sin embargo, solo consiguió 7 puntos tras solamente una victoria, ante Joseph Park, y quedó undécimo.
El 13 de enero de 2014, fue despedido de TNA.

#### Ohio Valley Wrestling (2013-2014)
Bradley regresó a OVW, esta vez como luchador en desarrollo de TNA. El 6 de marzo, en su re-debut, derrotó a Tony Gunn. Esa misma noche, atacó a Johnny Spade y James "Moose" Thomas, cambiando a heel y comenzando un feudo con estos que les llevó a un 3 Way Match, saliendo ganador Spade. Tras el feudo, puso su punto de mira al OVW Heavyweight Championship de Jamin Olivencia, llevando a un combate entre ambos para el Saturday Night Special de agosto, donde Bradley ganó por DQ. Finalmente, en el SNS de septiembre, fue derrotado por Olivencia.
En noviembre, se marchó a la empresa japonesa Wrestle-1 junto con Rob Terry. También acompañó a AJ Styles en su defensa del TNA World Heavyweight Championship ante Seiya Sanada. Con Terry, empezó una racha de victorias por parejas, que acabó cuando se enfrentó a su compañero. 
Al regresar a OVW, Bradley y Terry siguieron como pareja, derrotando a Ryan Howe & Rockstar Spud, lesionando (kayfabe) a este último. A pesar de su despido de TNA, Bradley continuó apareciendo en OVW un par de ocasiones.

## En lucha
- Movimientos finales y de firma

- Boomstick (Lariat)
- Second City Slam (Rolling fireman's carry slam)
- Ankle lock
- Diving knee drop bulldog
- Gory special
- Half Boston crab
- Scoop slam piledriver
- Sidewalk slam

- Nicknames

- The Monster of the Midway
- Bruiser
- Lonesome

- Temas de entrada

- Debonaire - Dope
- Monster Garage - FirstCom Production Library

## Campeonatos y logros
- All American Wrestling

- AAW Heavyweight Championship (1 vez, actual)[cita requerida]

- Deep South Wrestling
  - Deep South Heavyweight Championship (3 veces)[14]

- Independent Wrestling Association Mid-South
  - IWA Mid-South Tag Team Championship (2 veces) - con  Ryan Boz (1) y Trik Davis (1)[15]
- Mid American Wrestling
  - MAW Heavyweight Championship (1 vez)[16]
- Ohio Valley Wrestling
  - OVW Heavyweight Championship (2 veces)[17][17]
  - OVW Television Championship (1 vez)
  - OVW Southern Tag Team Championship (2 veces) – con Ca$h Flo, Big Zo & Hy-Zaya
  - Twenty-fifth OVW Triple Crown Champion
- Pro Wrestling Blitz
  - PWB Heavyweight Championship (1 vez)[18][19]
- Resistance Pro Wrestling
  - RPW Tag Team Championship (1 vez) – con Mad Man Pondo[20]
- Steel Domain Wrestling
  - SDW Heavyweight Championship (1 vez)[21]
- Total Nonstop Action Wrestling
  - Ganador del TNA Gut Check[22]
  - TNA Gut Check Tournament (2013)[23]
- National Wrestling Alliance
  - NWA United States Tag Team Championship (1 vez, actual) con Wrecking Ball Legursky.
- Pro Wrestling Illustrated
  - PWI ranked him #137 of the top 500 singles wrestlers in the PWI 500 in 2012[24]